# 血之地
《血之地》（英語：The Field of Blood）是一部英国犯罪电视剧，改编自丹尼斯·米娜的同名小说和《死亡之时》。故事讲述了理想主义的女雇员帕迪·米汉（杰德·约翰逊饰）成为梦寐以求的调查记者之后，卷入谋杀案的故事。
本剧拍摄了两季，共有4集，于2011年和2013年在英國廣播公司第一台播出。